# جلين هوبارد
جلين هوبارد (بالإنجليزية: Glenn Hubbard (economist))‏ (و. 1958 – م) هو عالم اقتصاد، وبروفيسور (أستاذ جامعي) من الولايات المتحدة الأمريكية ولد في أورلاندو، فلوريدا.
وهو عضو في الحزب الجمهوري .

## التعليم
تعلم في جامعة هارفارد. وتحصل على شهائد جامعية دكتوراه

## مناصب وهيئات
أدار جامعة كولومبيا.